# Mondo Guerra

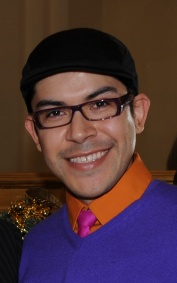
Mondo Guerra (2010)

Armando Thomas „Mondo“ Guerra (* 6. Juni 1978) ist ein US-amerikanischer Modedesigner aus Denver, Colorado. Guerra war zweitplatzierter in der 8. Staffel von Project Runway und Gewinner der ersten Staffel von Project Runway: All Stars. Er studierte an der Denver School of Arts.

## Leben
Mondo Guerra war in der 8. Staffel von Project Runway im Jahr 2010 zweitplatzierter. In der zehnten Folge dieser Staffel erklärte er der Jury, dass der von ihm designte Stoff eine Referenz an seinen HIV-positiv-Status sei.
2012 gewann Guerra die erste Staffel von Project Runway: All Stars, einer Spin-off-Sendung von Project Runway, und trat 2014 als Mentor in der Sendung Under the Gunn auf. Seit 2013 ist Guerra der Sprecher für Dining out for Life, einer jährlichen Spendenaktion von Subaru. 2015 kreierte der Designer ein Design für den World AIDS Day im Auftrag der 2015 Subaru Legacy, welches auf der Art Basel in Miami präsentiert wurde.